# Promachus transvaalensis
Promachus transvaalensis là một loài ruồi trong họ Asilidae. Promachus transvaalensis được Hobby miêu tả năm 1933. Loài này phân bố ở vùng nhiệt đới châu Phi.